# 長谷川元希
長谷川 元希（はせがわ もとき、1998年12月10日 - ）は、埼玉県新座市出身のプロサッカー選手。Jリーグ・アルビレックス新潟所属。ポジションはミッドフィールダー（MF）。

## 略歴
大宮アルディージャのアカデミー出身。高校卒業後はトップチームに昇格せず、法政大学に進学した。2020年6月1日、2021年シーズンからのヴァンフォーレ甲府加入内定が発表された。
同月5日にはJFA・Jリーグ特別指定選手に承認された。7月29日、J2第8節の水戸ホーリーホック戦で後半途中から出場しJリーグデビューを果たした。
2021年よりヴァンフォーレ甲府に正式加入。4月17日、J2第8節の松本山雅FC戦でプロ入り初ゴールを決めた。
2023年12月23日、アルビレックス新潟に完全移籍加入した。

## 人物
長谷川元希は4歳からサッカーを始め、両親がサッカー好きで、日韓ワールドカップを見て影響を受けたことがきっかけだったと述べている。
また、小学校時代には上り棒を使ったドリブル練習に熱心で、「コーン練習よりも当たると痛いので動かないため効果が高かった」と語り、技術向上に親からの厳しい指導が影響していると明かしている。
さらに、子ども時代からデヴィット・ベッカム選手に憧れ、当時の髪型を真似ていたと述べており、海外選手への強い関心が技術的・スタイル的な面でも影響を与えていたことがうかがえる。

## 所属クラブ
- 2006年 - 2011年 新座たけしのキッカーズ（新座市立池田小学校）
- 2011年 - 2014年 大宮アルディージャ ジュニアユース（新座市立第三中学校）
- 2014年 - 2017年 大宮アルディージャ ユース（埼玉県立志木高等学校）
- 2017年 - 2021年 法政大学
  - 2020年6月 - 同年12月  ヴァンフォーレ甲府（特別指定選手）
- 2021年 - 2023年  ヴァンフォーレ甲府
- 2024年 -  アルビレックス新潟

## 個人成績
| 国内大会個人成績 | 国内大会個人成績 | 国内大会個人成績 | 国内大会個人成績 | 国内大会個人成績 | 国内大会個人成績 | 国内大会個人成績 | 国内大会個人成績 | 国内大会個人成績 | 国内大会個人成績 | 国内大会個人成績 | 国内大会個人成績 |
| 年度             | クラブ           | 背番号           | リーグ           | リーグ戦         | リーグ戦         | リーグ杯         | リーグ杯         | オープン杯       | オープン杯       | 期間通算         | 期間通算         |
| 年度             | クラブ           | 背番号           | リーグ           | 出場             | 得点             | 出場             | 得点             | 出場             | 得点             | 出場             | 得点             |
| 日本             | 日本             | 日本             | 日本             | リーグ戦         | リーグ戦         | リーグ杯         | リーグ杯         | 天皇杯           | 天皇杯           | 期間通算         | 期間通算         |
| ---------------- | ---------------- | ---------------- | ---------------- | ---------------- | ---------------- | ---------------- | ---------------- | ---------------- | ---------------- | ---------------- | ---------------- |
| 2019             | 法政大           | 13               | -                | -                | -                | -                | -                | 2                | 0                | 2                | 0                |
| 2020             | 甲府             | 35               | J2               | 2                | 0                | -                | -                | -                | -                | 2                | 0                |
| 2021             | 甲府             | 41               | J2               | 36               | 7                | -                | -                | 1                | 0                | 37               | 7                |
| 2022             | 甲府             | 41               | J2               | 40               | 8                | -                | -                | 5                | 0                | 45               | 8                |
| 2023             | 甲府             | 10               | J2               | 39               | 7                | -                | -                | 2                | 0                | 41               | 7                |
| 2024             | 新潟             | 14               | J1               | 33               | 1                | 5                | 1                | 1                | 0                | 39               | 2                |
| 2025             | 新潟             | 41               | J1               |                  |                  |                  |                  |                  |                  |                  |                  |
| 通算             | 日本             | 日本             | J1               | 33               | 1                | 5                | 1                | 1                | 0                | 39               | 2                |
| 通算             | 日本             | 日本             | J2               | 117              | 22               | -                | -                | 8                | 0                | 125              | 22               |
| 通算             | 日本             | 日本             | 他               | -                | -                | -                | -                | 2                | 0                | 2                | 0                |
| 総通算           | 総通算           | 総通算           | 総通算           | 150              | 23               | 5                | 1                | 11               | 0                | 156              | 24               |

- 2020年は特別指定選手として在籍

出場歴
- Jリーグ初出場 - 2020年7月29日 J2第8節 水戸ホーリーホック戦 (ケーズデンキスタジアム水戸)
- Jリーグ初得点 - 2021年4月17日 J2第8節 松本山雅FC戦 (サンプロ アルウィン)

その他の公式戦
- 2023年
  - スーパーカップ 1試合0得点

| 国際大会個人成績 | 国際大会個人成績 | 国際大会個人成績 | 国際大会個人成績 | 国際大会個人成績 |
| 年度             | クラブ           | 背番号           | 出場             | 得点             |
| AFC              | AFC              | AFC              | ACL              | ACL              |
| ---------------- | ---------------- | ---------------- | ---------------- | ---------------- |
| 2023/24          | 甲府             | 10               | 5                | 2                |
| 通算             | AFC              | AFC              | 5                | 2                |

## タイトル

### クラブ
ヴァンフォーレ甲府
- 天皇杯：1回（2022年）

### 個人
- J2リーグ月間MVP：1回（2021年11月・12月）